# Charles Rivkin
Charles Rivkin, né en avril 1962, est un diplomate, homme politique et homme d'affaires américain.
Depuis décembre 2017, il est le président-directeur général de la Motion Picture Association of America (MPAA). Il dirige la mission mondiale de la MPAA qui est de promouvoir les intérêts de l’industrie américaine du cinéma et de la télévision, un secteur important de l’économie américaine.
Il est ambassadeur des États-Unis en France du 2 octobre 2009 au 19 novembre 2013. Nommé à ce poste par le président Obama, il prête serment auprès du juge de la cour Suprême Ruth Bader Ginsburg après avoir été confirmé à l'unanimité par le Sénat le 10 juillet 2009. Il reste le plus jeune ambassadeur des États-Unis en France des 60 années qui ont précédé sa nomination. Il est ensuite secrétaire d'État adjoint aux Affaires économiques et commerciales des États-Unis, ce jusqu'au changement de président en janvier 2017. Rivkin fut le seul ambassadeur américain et ancien président-directeur général à avoir jamais été secrétaire d'État adjoint aux Affaires économiques et commerciales.

## Origines familiales, enfance et études
En 1984, Charles Rivkin obtient une licence avec mention de l'université Yale en science politique et en relations internationales,. À Yale, il est membre des Whiffenpoofs qui constituent le chœur universitaire a cappella le plus ancien d’Amérique. En 1988, il obtient un MBA de l'université Harvard. 
Charles Rivkin parle couramment français, ce qui lui permet de travailler en France pendant 4 ans. Au cours de sa jeunesse, il étudie, voyage et travaille en France pendant plusieurs années. Il étudie notamment à Rennes dans le cadre du programme School Year Abroad et effectue également un stage chez Renault. Au cours des vingt dernières années, ses activités professionnelles le conduisent régulièrement à Paris et à Cannes.
Son père, William R. Rivkin, est ambassadeur des États-Unis au Luxembourg sous la présidence de John F. Kennedy, avant de représenter son pays au Sénégal et en Gambie sous Lyndon B. Johnson. La famille Rivkin met en place le Rivkin Award qui est décerné chaque année, depuis 1968, aux diplomates américains du département d’État qui font preuve de courage intellectuel et d'expression constructive de points de vue divergents. Ce prix est en partie mis en place par le parrain de Charles Rivkin, Hubert H. Humphrey, après la mort de son père à l’âge de 47 ans en 1967.
Il épouse Susan Tolson en 1990. Avant sa nomination au poste d'ambassadeur, le couple vivait à Santa Monica en Californie. Charles et Susan ont deux enfants, Elias et Lily.

## Un homme d'affaires
Avant sa nomination, Charles Rivkin travaille plus de 20 ans dans le domaine des médias où il est notamment président et directeur général de plusieurs entreprises, il travaille pour l’entreprise qui a créé Le Muppet Show, The Jim Henson Company, et Wildbrain, avec qui Rivkin remporte un BAFTA en tant que producteur de la série Yo Gabba Gabba.

## Activités politiques
Rivkin travaille en tant que délégué du sénateur John Kerry pour la Californie dans le cadre de la convention nationale du parti démocrate de 2004. En 2008, il travaille pour Barack Obama dans le cadre de la convention nationale démocrate. Rivkin est également coprésident du comité de financement de Californie pour la campagne présidentielle de Barack Obama en 2008.
Il est ensuite nommé ambassadeur en France, suivant une habitude de nommer à ce poste prestigieux un contributeur à la campagne présidentielle.

## Ambassadeur en France et à Monaco
L’ambassadeur Rivkin exerce son mandat en France alors que les relations franco-américaines sont à leur apogée,. Lors du discours prononcé en français le 4 juillet 2012, l’ambassadeur Rivkin déclare devant le Premier ministre Jean-Marc Ayrault que "la France et les États-Unis peuvent relever n’importe quel défi à partir du moment où les deux pays sont ensemble". Pour la première fois depuis longtemps, un Premier ministre français s’exprime dans le cadre de la réception annuelle organisée pour le Jour de l'Indépendance.
Le 3 juin 2012, l’ambassadeur Rivkin effectue un saut en parachute en Normandie près de Sainte-Mère-Église pour célébrer le 68e anniversaire du débarquement allié en Europe pendant la Seconde Guerre mondiale,,. Pour ce saut de 4 000 mètres, Rivkin est accompagné des parachutistes de l'US Army, les Golden Knights.
D’après le rapport publié en mai 2012 par le bureau de l’inspection générale du département d’État, Rivkin a insisté lors de son mandat sur l’accroissement des échanges commerciaux entre la France et les États-Unis. Le rapport souligne également le caractère « dynamique et visionnaire de l’ambassadeur Rivkin qui n'est pas un diplomate de carrière », il a contribué à développer les relations publiques de l’ambassade des États-Unis grâce aux réseaux sociaux et à ses interventions à la télévision française.
L’ambassadeur Rivkin fait de la communication pour la jeunesse une des priorités de son mandat en développant les relations entre l’ambassade et les jeunes leaders français, incluant les jeunes issus des banlieues.  Rivkin met en place plusieurs séminaires destinés aux jeunes Français, souvent marqués par l’intervention de représentants du gouvernement américain, d’acteurs ou de musiciens. En avril 2010, l’acteur Samuel L. Jackson rencontre des étudiants de Bondy. Rivkin organise également des rencontres avec le procureur général Eric Holder, la secrétaire à la Santé Kathleen Sebelius, Woody Allen, Jodie Foster, Will.i.am des Black Eyed Peas et bien d’autres personnalités,. «Nous souhaitons répondre aux préjugés que les Français peuvent avoir des États-Unis», déclarait Rivkin dans une interview, «il est plus facile de rejeter quelque chose qu’on ne connait pas». En janvier 2012, l’ambassadeur Rivkin amplifie ces efforts en créant le Prix Washburne de l’innovation pour l’égalité des chances, qui récompense une entreprise française et une entreprise américaine pour la prise en compte de la diversité lors des recrutements,.
Il prend position en 2012 contre la libération de Georges Ibrahim Abdallah, déclarant : « l’emprisonnement à vie [est] approprié aux graves crimes perpétrés par M. Abdallah, et il est légitime de s’inquiéter du danger qu’il représenterait pour la communauté internationale s’il était libéré ».
Le 16 juillet 2013, François Hollande remet les insignes de commandeur de la Légion d’honneur à Charles Rivkin. Il est le premier ambassadeur américain en poste à avoir reçu cette distinction d’un président français en exercice au cours des 45 dernières années.

## Secrétaire d'État adjoint aux Affaires économiques et commerciales
Le 29 octobre 2013, le président Barack Obama annonce son intention de nommer Charles Rivkin au poste de secrétaire d'État adjoint aux Affaires économiques et commerciales, poste qu’il occupera du 13 février 2014 au 20 janvier 2017. 
Comme secrétaire d’état, Rivkin dirige le secrétariat d'État aux Affaires économiques et commerciales où il est chargé des négociations commerciales, des traités d’investissement, des sanctions économiques, des questions de transport, de la politique de télécommunication, de finances internationales et des questions afférentes, ainsi que de propriété intellectuelle. Ce bureau tient aussi lieu d’intermédiaire entre le département d’État et le secteur privé, puisqu’il accompagne l’investissement international américain. Il aide aussi à la création d’emploi aux États-Unis, en facilitant l’investissement étranger. Par ailleurs, Rivkin conseille 1600 hauts fonctionnaires du département d’État américain dans leurs missions à la fois dans le monde et aux États-Unis, dans le cadre de l'Organisation de coopération et de développement économiques. 
En mars 2016, Rivkin et le secrétaire d’état aux transports, Anthony Foxx, concluent un accord avec le gouvernement cubain afin de rétablir des vols réguliers entre les États-Unis et Cuba pour la première fois depuis 50 ans.
En février 2015, Rivkin reçoit la médaille de Vermeil de la ville de Paris, la plus haute distinction de la ville, des mains de la maire de la ville Anne Hidalgo. En décembre 2016, il a reçu la Navy Distinguished Public Service Award, la plus haute distinction civile du département de la marine des États-Unis.

## Motion Picture Association of America
Comme annoncé le 28 avril 2017, Rivkin succède à Chris Dodd comme directeur de la Motion Picture Association of America, fonctions devenues effectives le 5 septembre 2017. Il en devient le président le 6 décembre 2017. Parmi ses chantiers prioritaires, on compte les droits de propriété intellectuelle et le renforcement de son contrôle par la MPAA, l’aide à la production de nouveaux films et programmes télévisuels afin d’assurer la croissance de ce domaine, notamment en termes d’emplois et une ouverture accrue des studios américains au marché international, notamment chinois. Il s’est également fixé pour objectif d’améliorer l’image de la MPAA en favorisant le branding et les communications sur les médias sociaux, et en organisant plus d’évènements très médiatisés à Washington, DC. Rivkin envisage l’industrie du divertissement comme bien plus qu’une force économique, une diffusion des valeurs américaines et une forme de soft power.